# Фаже, Максим
Максим Аллен «Макс» Фаже́ (англ. Maxime Allen "Max" Faget; 26 августа 1921 — 9 октября 2004) — американский инженер-механик белизского происхождения. Был проектировщиком космического корабля «Меркурий» и внес вклад в создание более поздних космических кораблей «Джемини», «Аполлон» и «Спейс шаттл».

## Биография

### Ранние годы
Был сыном американского врача Гая Генри Фаже и правнуком другого выдающегося врача, Жана Чарльза Фаже. Родился в Дангриге, Белиз (тогда известный как Британский Гондурас), учился в Городском колледже Сан-Франциско в Сан-Франциско, Калифорния и получил степень бакалавра наук в области машиностроения в Университете штата Луизиана в 1943 году.

### Космос
После трёх лет службы на подлодке Guavina поступил на работу в Исследовательский центр Лэнгли в Хэмптоне, штат Вирджиния в качестве научного сотрудника. Работал над проектом гиперзвукового космического корабля X-15.
В 1958 году стал одним из 35 инженеров рабочей группы, создававшую космический корабль «Меркурий». Сыграл важную роль в выборе каплевидной формы спускаемого аппарата Mercury. Руководил разработкой конструкции аварийной системы, которая в различных формах использовалась почти на всех последующих пилотируемых космических кораблях. Участвовал в разработке космических кораблей Gemini и Apollo.
В 1972 году подал заявку на патент на конструкцию космического челнока DC-3. Конструкция представляла собой небольшой двухступенчатый многоразовый корабль грузоподъемностью около 7 тонн. DC-3 был официально принят компанией North American Aviation как базовый вариант космической транспортной системы (STS).
В 1962 году стал директором по проектированию и развитию Центра пилотируемых космических кораблей и продолжал работать в НАСА до выхода на пенсию в 1981 году, вскоре после второго полета «Шаттла» (STS-2). После выхода на пенсию стал одним из основателей компании Space Industries Inc. Одним из проектов компании стало устройство для создания вакуума в термосфере — Wake Shield Facility (WSF). WSF входил в конструкцию «Шаттлов» в 1994-96 годах (STS-60, STS-69, STS-80).

### Кончина
Умер от рака мочевого пузыря 9 октября 2004 года в возрасте 83 лет.

## Награды
В 1962 году получил премию «Золотая тарелка» Американской академии достижений. Был включен в Национальный зал славы изобретателей 1969 года; получил медаль НАСА за выдающееся лидерство и премию Джона Дж. Монтгомери. В 1969 году он был занесен в Национальный зал космической славы Хьюстона. В 1990 году был занесен в Международный зал космической славы. В 2020 году был занесен в Национальный зал авиационной славы.

## Особенности
Фаже слыл эсцентриком: в любую погоду носил гавайские рубахи и любил делать стойку на голове во время технических совещаний.